# Éply
Éply är en kommun i departementet Meurthe-et-Moselle i regionen Grand Est (tidigare regionen Lorraine) i nordöstra Frankrike. Kommunen ligger i kantonen Nomeny som tillhör arrondissementet Nancy. År 2022 hade Éply 297 invånare.

## Befolkningsutveckling
Antalet invånare i kommunen Éply
| Referens: INSEE |